# Zweierlinie
Zweierlinie, auch [ehemalige] 2er-Linie, bis 1910 ausschließlich, nach 1960 seltener werdend Lastenstraße, ist die umgangssprachliche Bezeichnung für einen Straßenzug im Zentrum von Wien, der außerhalb parallel zur Wiener Ringstraße verläuft. Der Name stammt von einst in diesem Straßenzug verlaufenden Straßenbahnlinien mit der Zusatzziffer 2. Heute verläuft die U-Bahn-Linie U2 zum Teil unter dem Straßenzug.

## Lage im Stadtgebiet
Der Straßenzug verläuft, historisch gesehen, von der Hinteren Zollamtsstraße (nahe dem Donaukanal) im 3. Bezirk, östlich der Altstadt, über Invalidenstraße, Am Heumarkt und Lothringerstraße zum Karlsplatz südlich der Altstadt und von dort zur Alser Straße / Universitätsstraße im Nordwesten, immer in einer Entfernung von etwa 200 bis 400 Meter stadtauswärts parallel zum Ring. Er wurde am äußeren Rand des Glacis genannten Schussfeldes errichtet, als ab 1858 die Stadtmauer abgetragen wurde, etwa gleichzeitig mit der Ringstraße, die im zentralen Bereich des ehemaligen Glacis angelegt wurde. Die damalige Lastenstraße diente dazu, Lastentransporte aufzunehmen.
Heute wird vor allem der Abschnitt Karlsplatz–Alser Straße / Universitätsstraße als Zweierlinie bezeichnet, gelegentlich auch der Abschnitt von der Lothringerstraße über den Karlsplatz bis zur Alser Straße / Universitätsstraße.
Der zentrumsseitige Rand der Straße Richtung Norden bildet von der Ecke Getreidemarkt / Gauermanngasse bis zur Ecke Landesgerichtsstraße / Universitätsstraße die Bezirksgrenze des 1. Bezirks zu den Bezirken 6, 7 und 8.

## Öffentlicher Verkehr

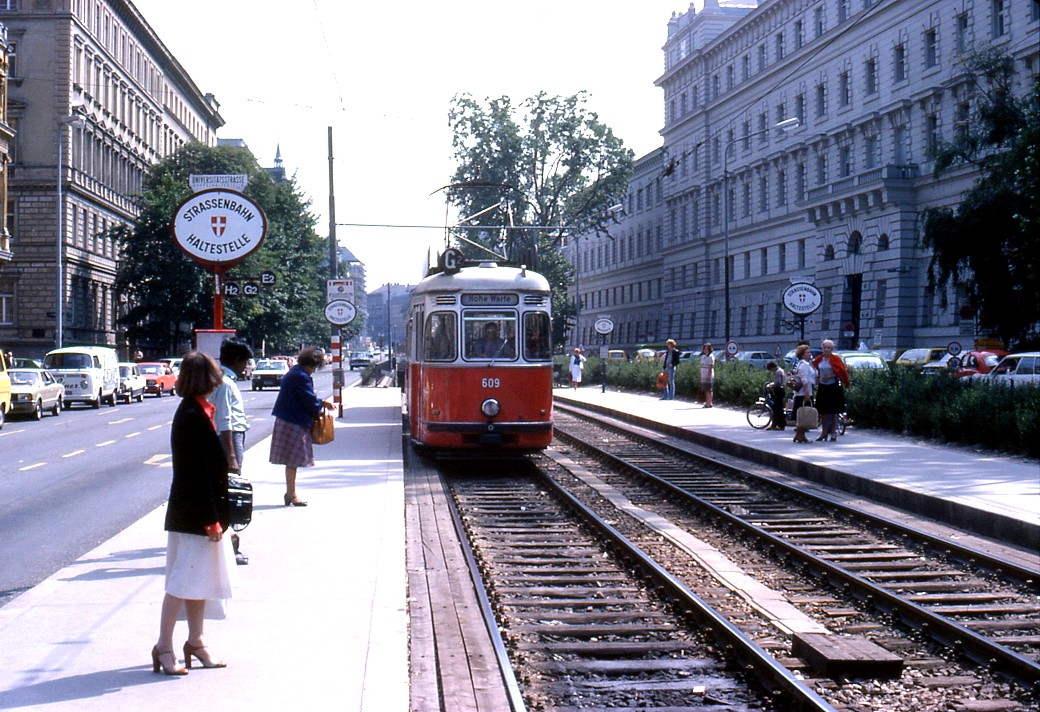
Garnitur der Linie G2 an der nördlichen Rampe des U-Strab-Tunnels in der Landesgerichtsstraße, rechts im Bild das Landesgericht für Strafsachen Wien, 1979

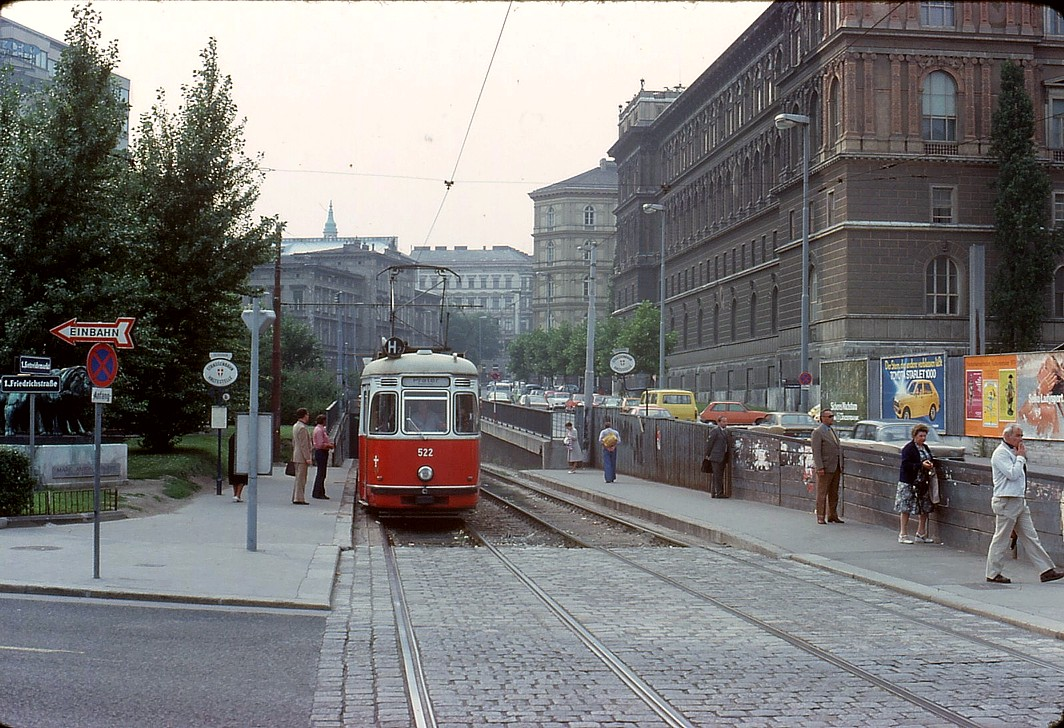
Garnitur der Linie H2, auf der südlichen Rampe aus dem U-Strab-Tunnel kommend, neben der Secession; rechts die nordwärts führende Richtungsfahrbahn des Getreidemarkts, 1978

Der Bau der Straßenbahn auf der späteren Zweierlinie erfolgte in Etappen:
- 1899 in der Invalidenstraße von Landstraßer Hauptstraße bis Ungargasse (im Zuge einer Verbindung zum Südbahnhof),
- 1900 in der Hinteren Zollamtsstraße und der Invalidenstraße nördlich der Landstraßer Hauptstraße,
- 1901 von Getreidemarkt / Friedrichstraße bis Landesgerichtsstraße,
- 1902 das noch fehlende Verbindungsstück von Am Heumarkt über Johannesgasse, Lothringerstraße und Karlsplatz bis zu Friedrichstraße / Getreidemarkt.[5]

Der Name „Zweierlinie“ leitet sich davon ab, dass auf der hier verlaufenden Strecke im Liniennetz der Wiener Straßenbahn seit 1907 die Durchgangslinien mit Index 2 verkehrten. 
Es fuhren hier folgende Linien (die fett geschriebenen verkehrten am längsten und trugen intensiv zur Verfestigung des Begriffs Zweierlinie in der Wiener Allgemeinheit bei; sie verkehrten u. a. auf der heutigen Zweierlinie im engeren Sinn):
- 1910–1980: H2, Hernals, Wattgasse–Prater, Hauptallee
- 1911–1932: J2, Schottenhof [= 16., Erdbrustgasse]–Radetzkystraße
- 1911–1919: R2, Mauer–Praterstern
- 1918: O2, Praterstern–Südbahnhof
- 1924–1980: E2, Gersthof, Herbeckstraße–Praterstern
- 1925–1927: S2, Grinzing–Prater(stern)
- 1928–1980: G2, Hohe Warte–Praterstern

Liniensignale aus einzelnen Buchstaben bezeichneten im 1907 eingeführten Schema so genannte Durchgangslinien, die nicht nur Radialstrecken (Peripherie–Stadtzentrum)  befuhren, sondern im Stadtzentrum zusätzlich auf Ring und/oder Franz-Josefs-Kai oder auf der Zweierlinie einen Kreisbogen, seltener einen ganzen Kreis, um die Altstadt machten. (Auf die Linie D trifft dies heute noch zu.) Mit dem tiefgestellten Zweier als Zusatz wurde für Fahrgäste klargestellt, dass diese Linien nicht über die Ringstraße verkehrten.
Die Zweierlinien verkehrten vom Heumarkt bis zur Landesgerichtsstraße zumeist auf eigenem Gleiskörper. Von 1966 bis 1980 wurden die drei Linien von der Secession (Friedrichstraße, Getreidemarkt) beim Karlsplatz nordwärts als USTRABA (Unterpflaster-Straßenbahn) in einem knapp unter der Straßenoberfläche liegenden Tunnel geführt, um an der Oberfläche mehr Platz für den Individualverkehr zu gewinnen.
1980 wurde der Tunnel adaptiert und wird seither von der U-Bahn-Linie U2 genutzt, die an der Zweierlinie die Stationen Museumsquartier, Volkstheater und Rathaus besitzt. Die Station Lerchenfelder Straße wurde wegen zu geringen Abstands zur Station Volkstheater aufgelassen, als die Strecke 2003 für U-Bahn-Langzüge adaptiert wurde.

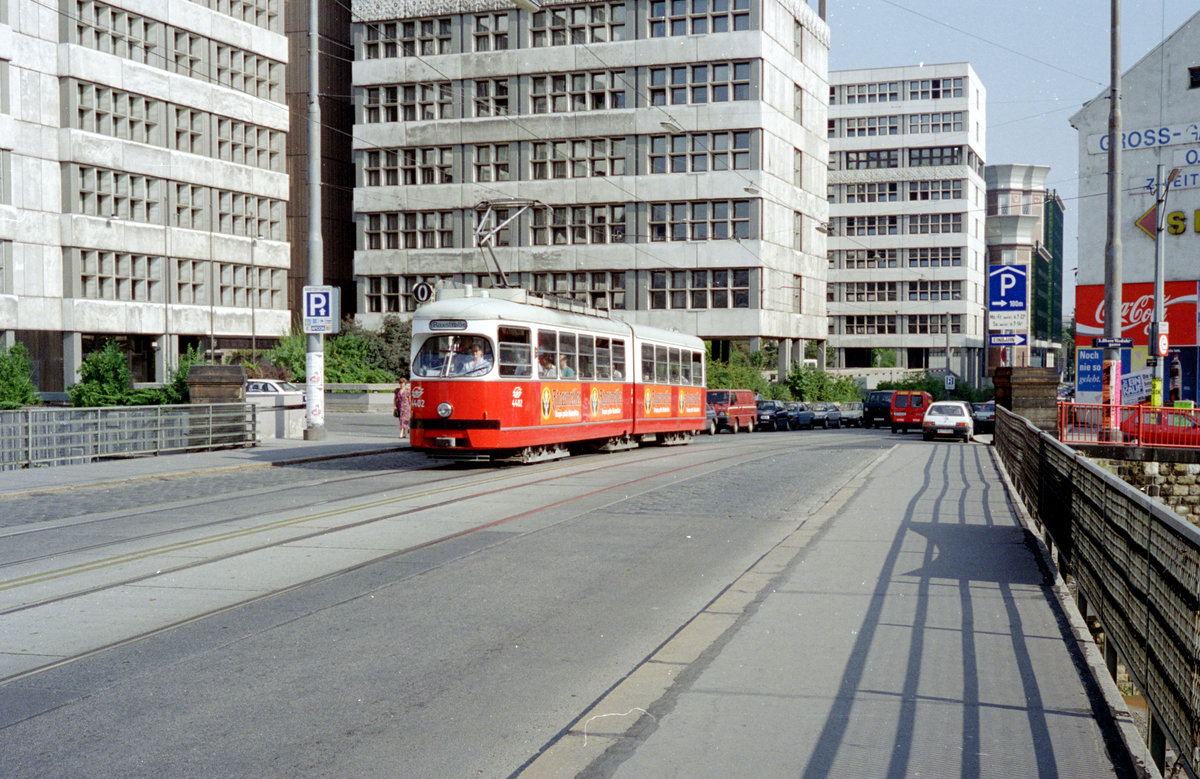
O-Wagen auf der Markthallenbrücke, einem Rest der historischen Straßenbahnstrecke auf der Zweierlinie

Seit 1981 wird von der Linie O noch der Abschnitt Hintere Zollamtsstraße–Invalidenstraße der historischen Zweierlinie im 3. Bezirk befahren, doch wird hier kein Konnex zur Liniengeschichte hergestellt und der tiefgestellte Zweier nicht verwendet.

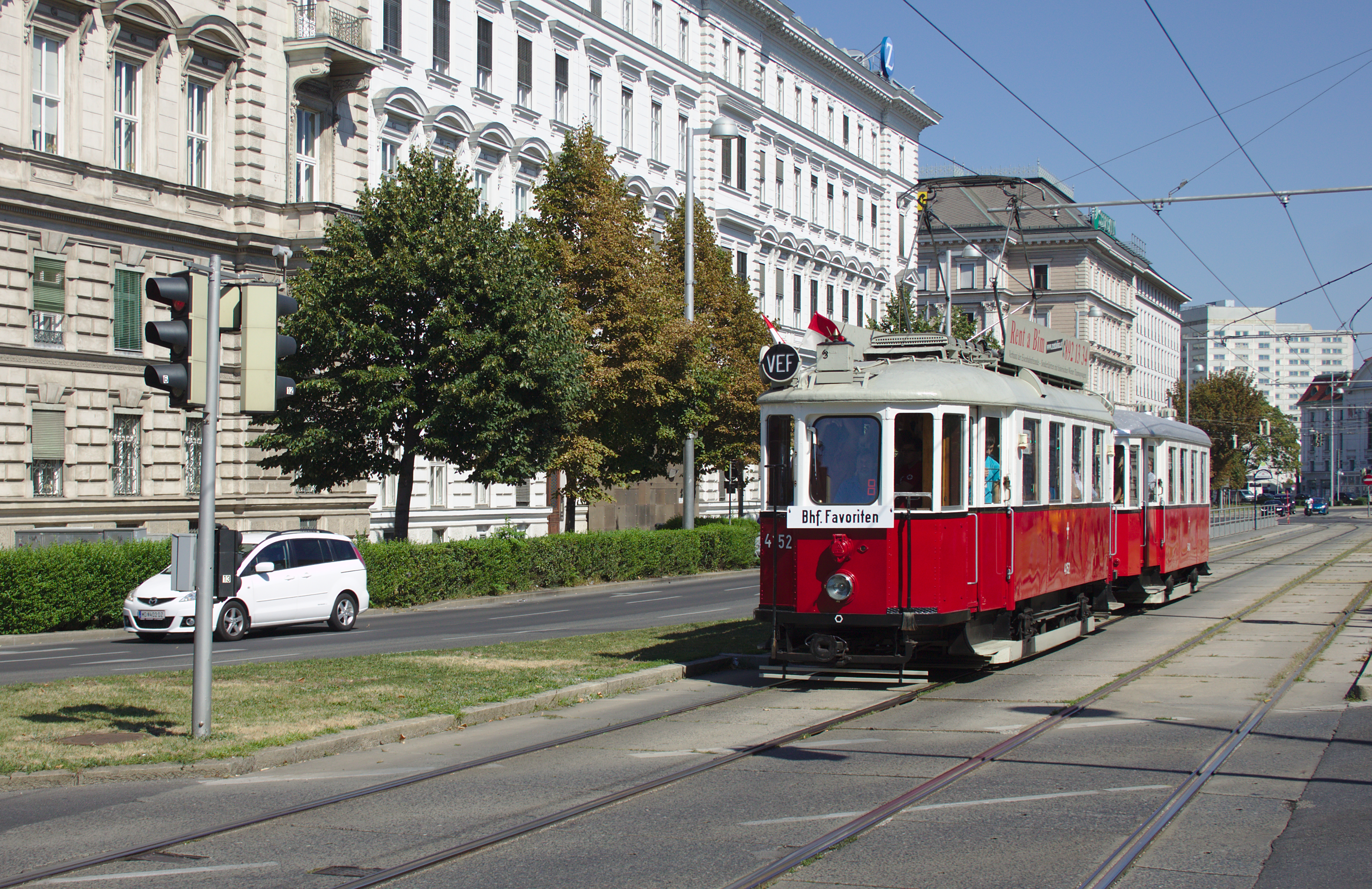
Die Strecke in der Lothringerstraße zwischen Schwarzenberg- und Karlsplatz wird nur noch bei Sonderfahrten und Umleitungen befahren.

Auf der Lothringerstraße besteht als Rest der historischen Zweierlinie eine Gleisverbindung vom Schwarzenbergplatz zum Karlsplatz mit einer Schleife bei den historischen Stadtbahnpavillons. Diese Verbindung wird bei Sonderfahrten, oft mit Wagen aus dem Verkehrsmuseum Remise, benützt. Auf dem Großteil der historischen Zweierlinie bestehen seit 1966 (Oberfläche) bzw. 1980 (Straßenbahntunnel) keine Straßenbahngleise mehr.

## Individualverkehr
Der damals inoffiziell als „äußere Ringstraße“ oder „Lastenstraße“  bezeichnete Straßenzug wurde in den 1860er Jahren im Zuge der Anlage der Ringstraße geschaffen, um Lastentransporte von der repräsentativen Prachtstraße fernhalten zu können: Auf dem Ring gilt seit jeher ein Lastwagen-Fahrverbot. Obwohl der Individualverkehr seit den 1960er Jahren sehr stark zugenommen hat, hat sich für einen Teil des historischen Straßenzugs die vom öffentlichen Verkehr stammende inoffizielle Bezeichnung Zweierlinie durchgesetzt.
Da der Ring heute Einbahn im Uhrzeigersinn ist, stellt die stadtauswärtige Richtungsfahrbahn der Zweierlinie (Fahrtrichtung Süden) außerdem einen „Gegen-Ring“ in die andere Richtung dar. Die Zweierlinie ist in beiden Richtungen befahrbar, verfügt teilweise über baulich getrennte Richtungsfahrbahnen und ist heute für den Individualverkehr im Stadtzentrum von großer Bedeutung.
Wird die Ringstraße wegen Großveranstaltungen oder Demonstrationszügen gesperrt, erfolgt die Umleitung über die Zweierlinie. An Adventwochenenden wird an der Zweierlinie eine Parkspur für Touristenbusse eingerichtet.

## Unterteilung und wichtige Bauwerke
(Hier ist nur der Abschnitt vom Stadtpark west- bzw. nordwärts dargestellt, der heute hauptsächlich als Zweierlinie bezeichnet wird.)
- U-Bahn-Station Stadtpark (U4) von Otto Wagner, 3., Johannesgasse

### Lothringerstraße

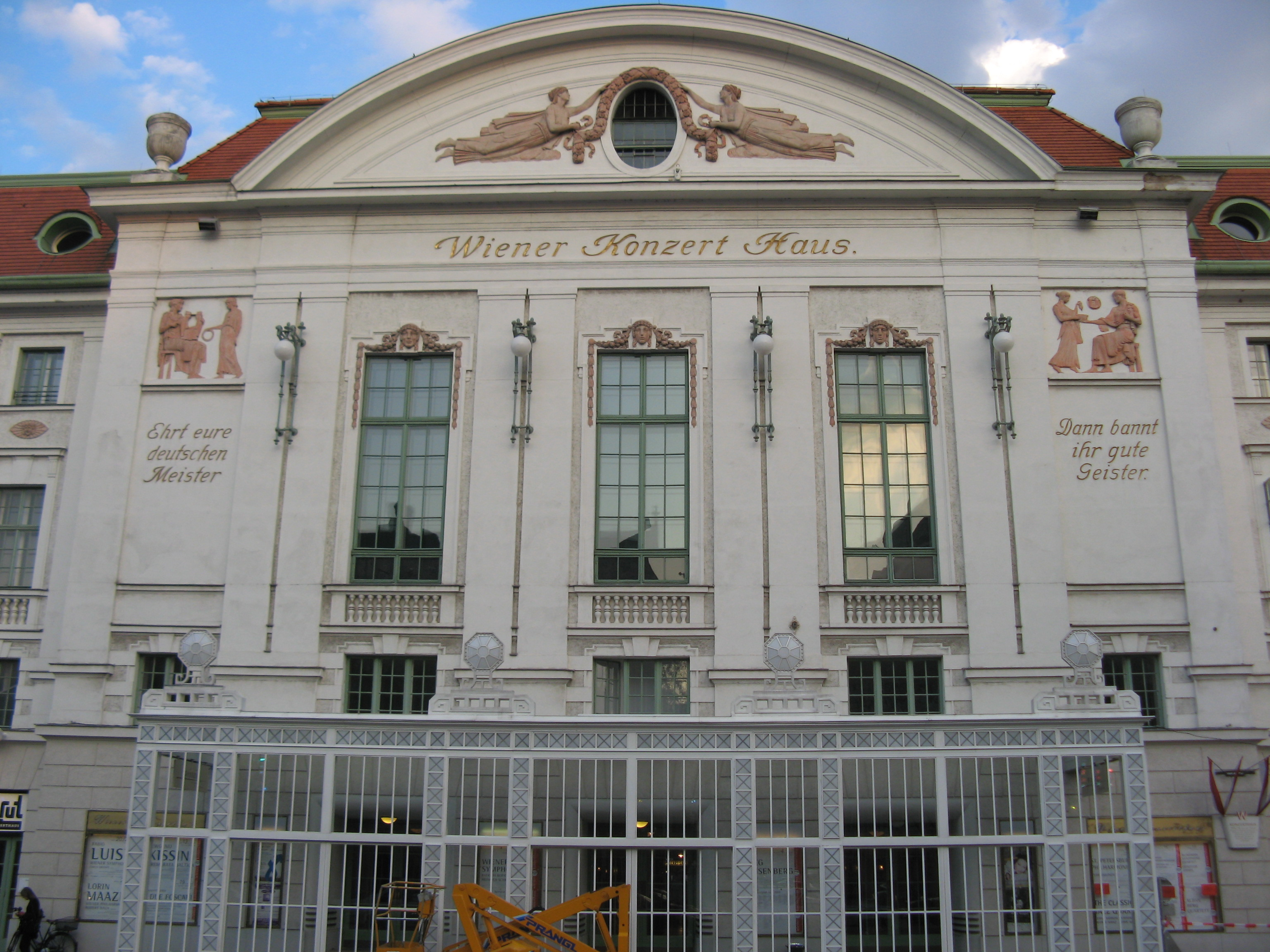
Fassade des Konzerthauses

Von 1. / 3., Johannesgasse, bis 1. / 4., Karlsplatz
- Hotel Inter-Continental, eröffnet 1964
- Beethovendenkmal, Beethovenplatz
- Wiener Eislaufverein (Eislaufplatz im Freien)
- Akademisches Gymnasium, Beethovenplatz
- Wiener Konzerthaus
- Akademietheater, das zweite Haus des Burgtheaters
- Haus der Industrie, Schwarzenbergplatz 4
- Georg-Raphael-Donner-Denkmal

### Karlsplatz

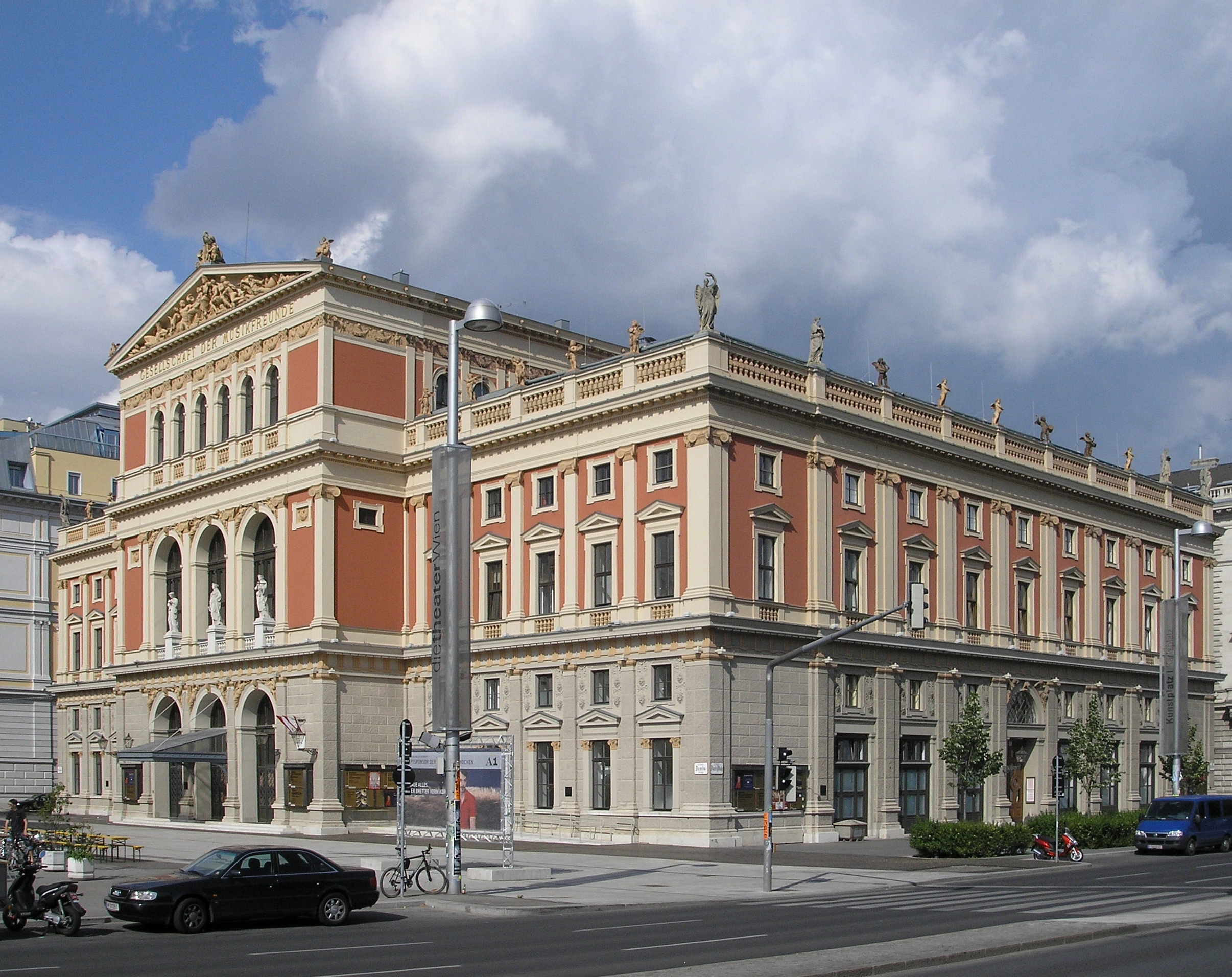
Das Musikvereinsgebäude an der Seite zum Karlsplatz

Von 1., Lothringerstraße, bis 1., Friedrichstraße
- Wiener Musikverein
- Wien Museum
- Karlskirche, von der Zweierlinie aus jenseits des Resselparks zu sehen
- Künstlerhaus mit Albertina Modern, Theater brut und Stadtkino im Künstlerhaus
- U-Bahn-Station Karlsplatz (U1, U2, U4) mit historischen Stadtbahnpavillons von Otto Wagner
- Technische Universität Wien, historisches Hauptgebäude, jenseits des Resselparks zu sehen
- Kreuzung Kärntner Straße / Wiedner Hauptstraße mit Straßenbahnlinien 1 und 62 sowie Lokalbahn Wien–Baden
- Kunsthalle Wien Project Space
- Alexander-Girardi-Denkmal
- Café Museum (Ecke Operngasse)
- Einstiegsstelle zu geführten Touren im Kanalnetz, Esperantopark

### Getreidemarkt

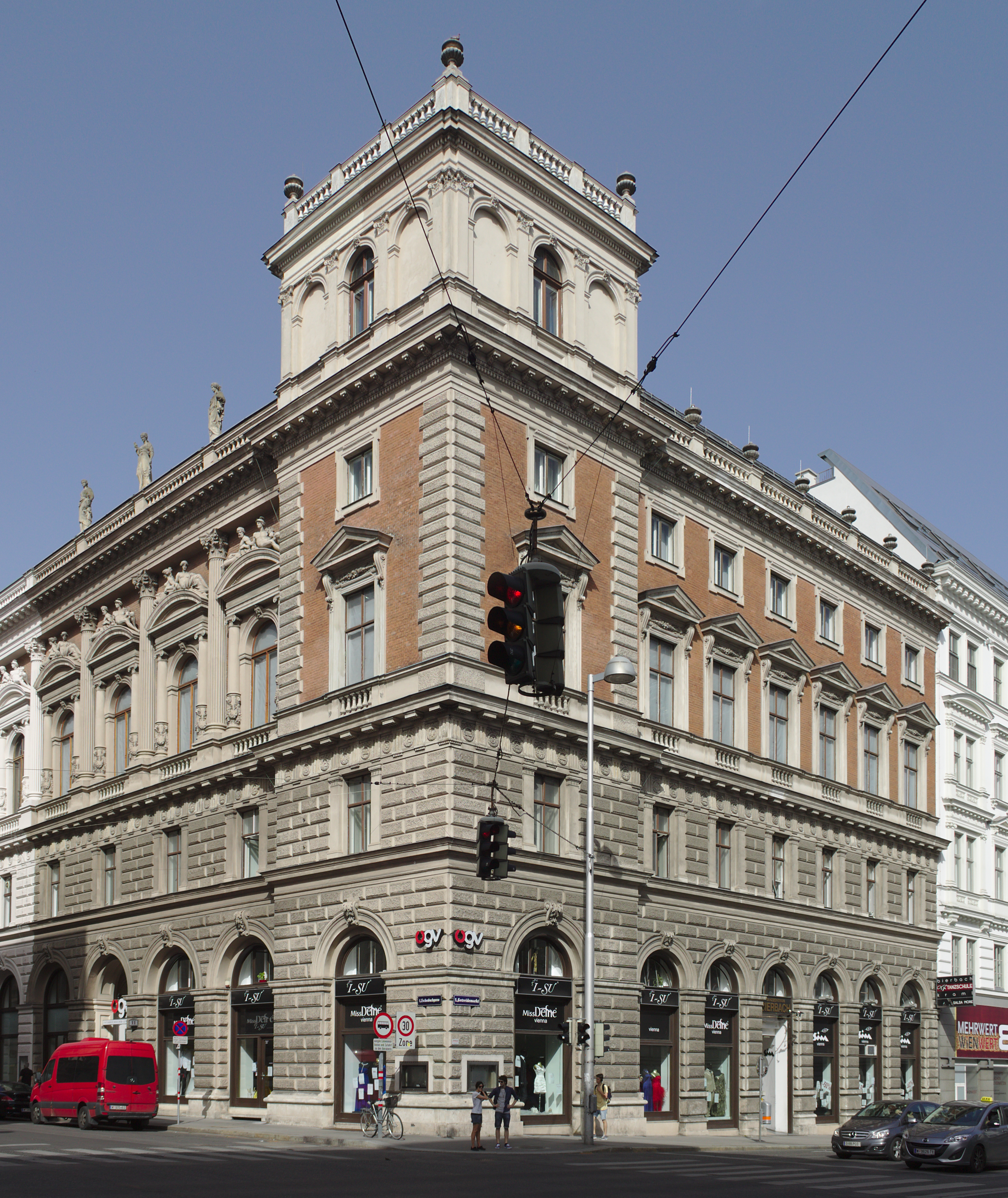
Das heute auch „Palais Eschenbach“ genannte Haus Eschenbachgasse 9–11 vom Getreidemarkt aus

Von 1., Karlsplatz / Friedrichstraße, bis 1., Babenbergerstraße / 6., Mariahilfer Straße
- Secession zwischen den beiden Richtungsfahrbahnen
- Marc-Anton-Denkmal
- Akademie der bildenden Künste Wien (Rückseite)
- Ehem. Geniedirektionsgebäude und Chemiehochhaus der Technischen Universität
- „Palais Eschenbach“, Gebäude des Österreichischen Gewerbevereins und des Österreichischen Ingenieur- und Architektenvereins (historisch kein Palais), errichtet 1872 von Otto Thienemann, Ecke Eschenbachgasse

### Museumsplatz
Von 1., Babenbergerstraße / 7., Mariahilfer Straße, bis 1., Bellariastraße / 7., Burggasse
- U-Bahn-Station Museumsquartier
- Kunsthistorisches Museum Wien
- MuseumsQuartier
  - Zoom Kindermuseum
  - Dschungel Kindertheater
  - Leopold Museum
  - Tanzquartier Wien
  - Quartier 21
  - Hallen E und G
  - Kunsthalle Wien
  - Museum moderner Kunst
  - Architekturzentrum Wien

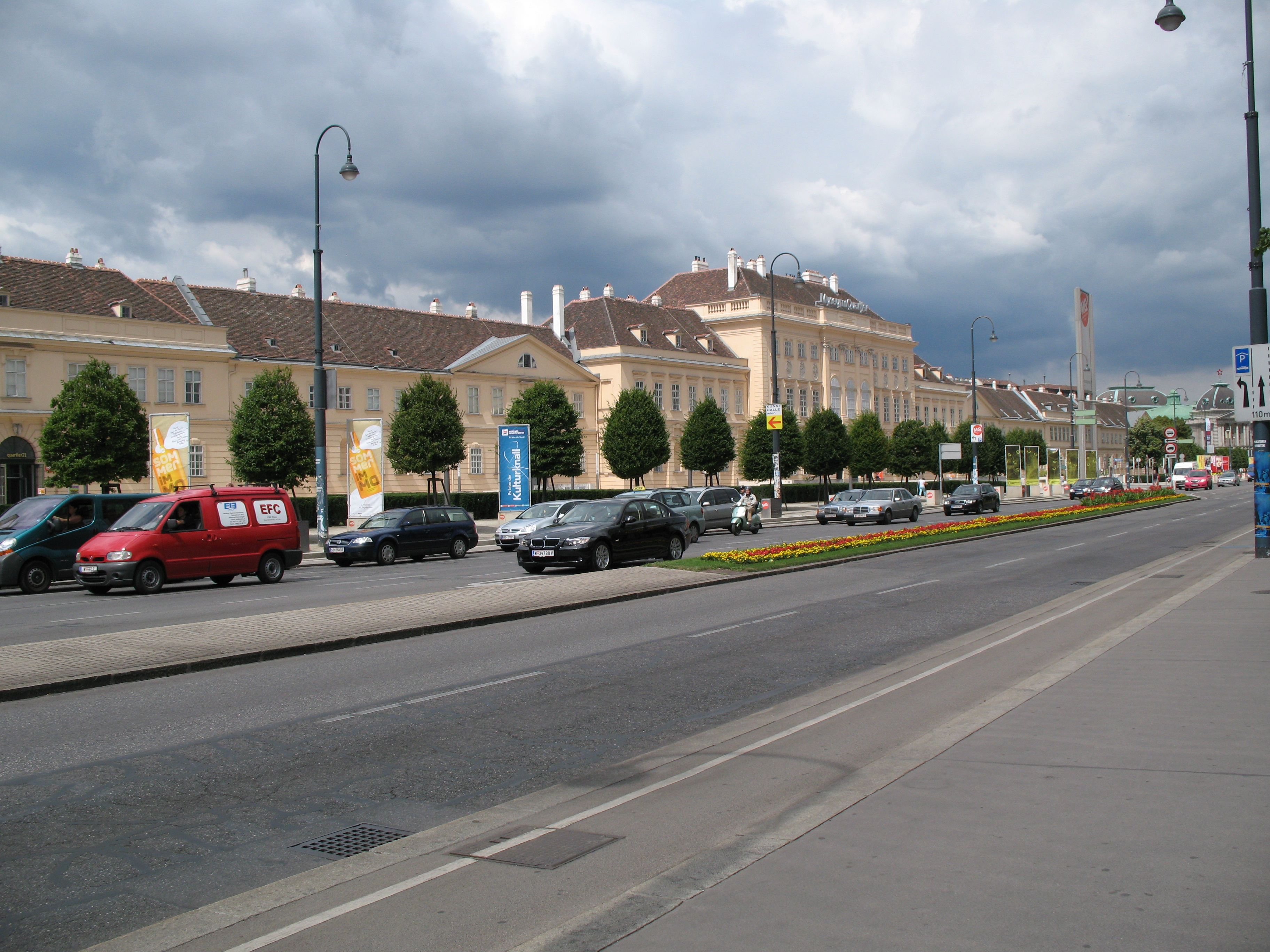
MuseumsQuartier und 2er-Linie

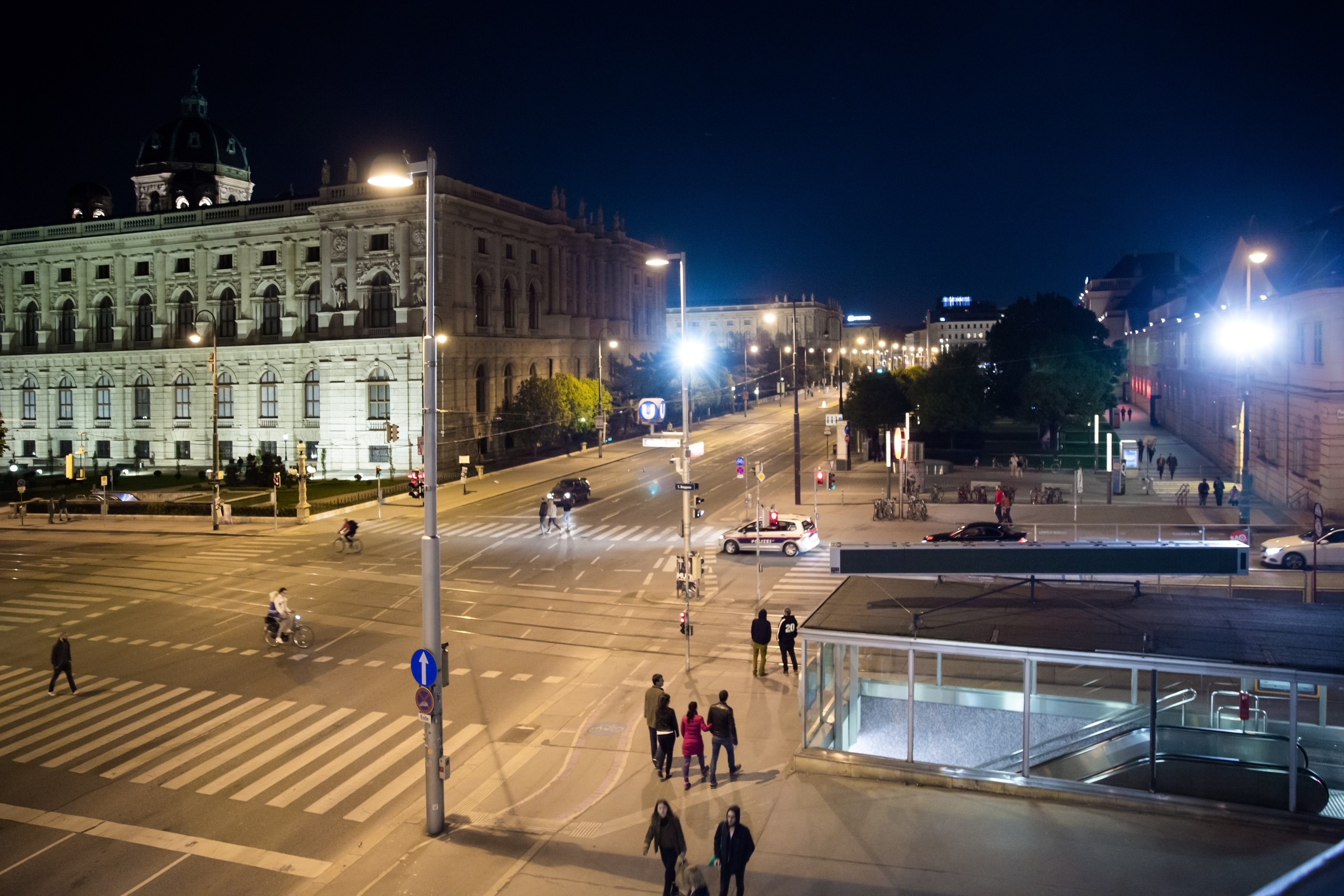
Blick vom Balkon des Volkstheaters

- Maria-Theresien-Platz mit dem Denkmal der Kaiserin
- Naturhistorisches Museum Wien

### Museumstraße

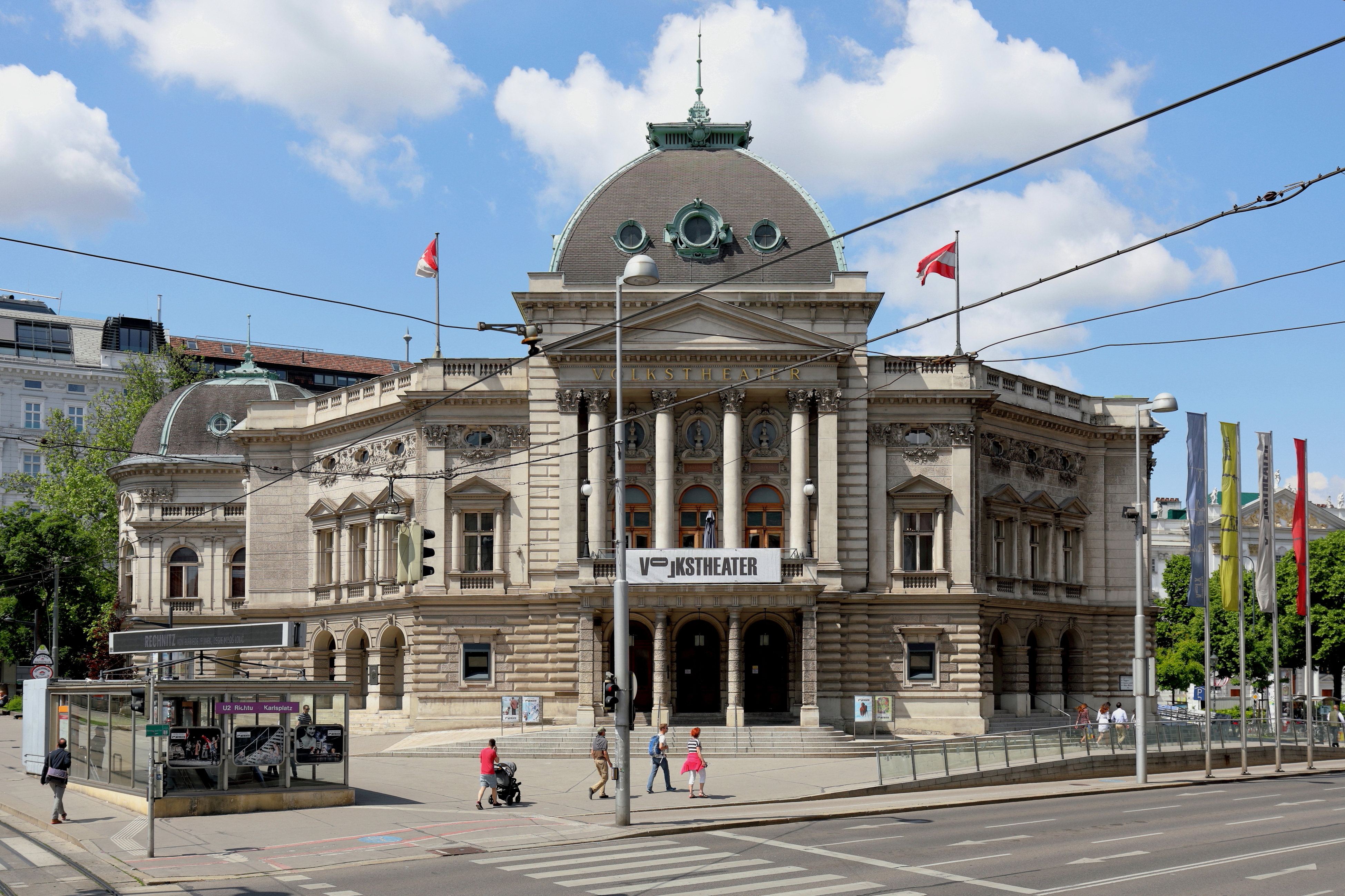
Volkstheater

Von 1., Bellariastraße / 7., Arthur-Schnitzler-Platz, Burggasse, bis 1., Schmerlingplatz / 7., Lerchenfelder Straße
- U-Bahn-Station Volkstheater
- Volkstheater am Arthur-Schnitzler-Platz
- Hansi-Niese-Denkmal
- Ferdinand-Raimund-Denkmal
- Justizpalast
- Palais Trautson (von der Straße abgerückt)
- Ehem. U-Bahn-Station Lerchenfelder Straße

### Auerspergstraße

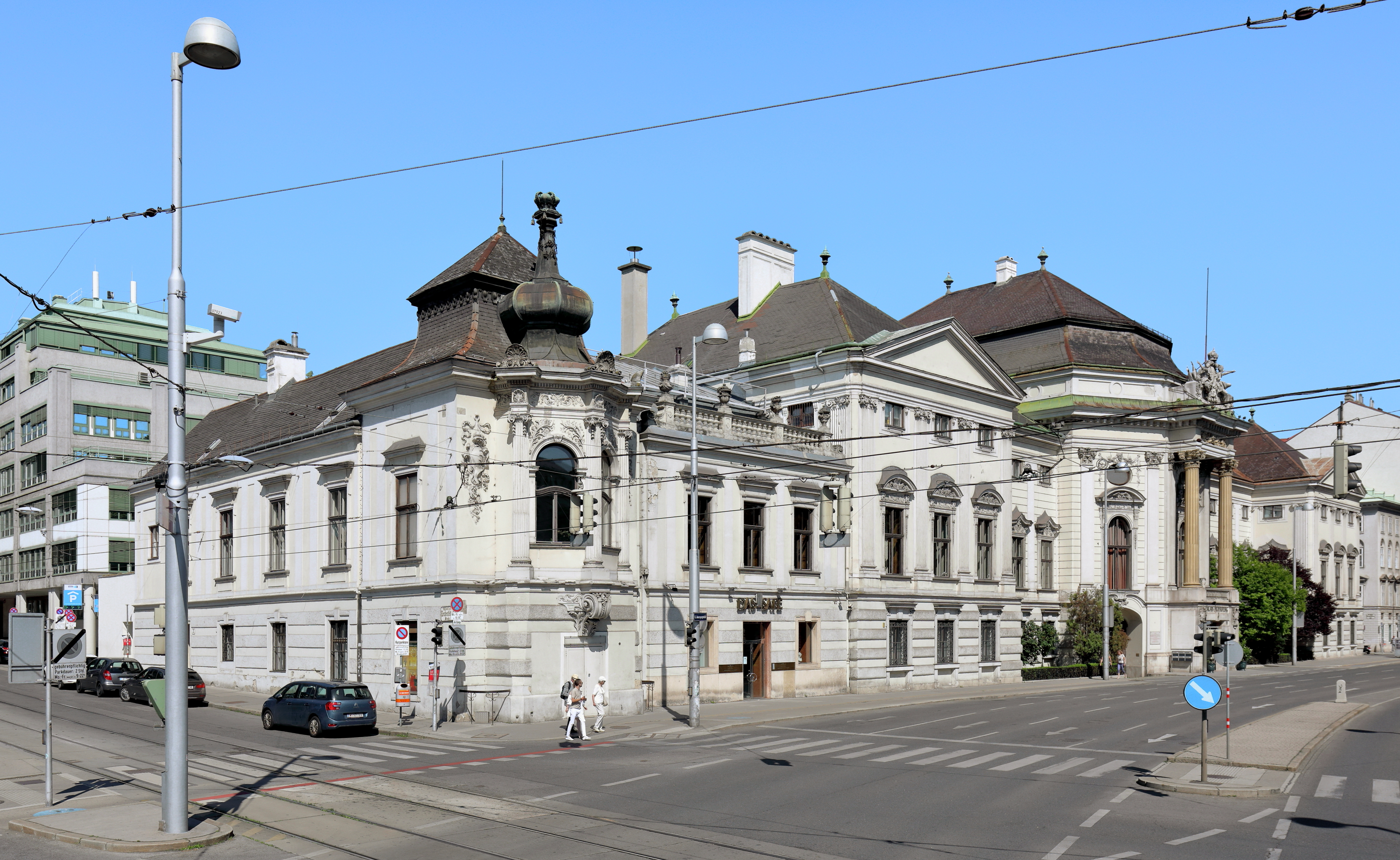
Palais Auersperg

Von 1., Schmerlingplatz / 8., Lerchenfelder Straße, bis 1., Stadiongasse / 8., Josefstädter Straße
- Palais Auersperg
- Ehem. Sanatorium Auersperg, erbaut 1907 / 1908 von Robert Oerley, Sterbeort des Malers John Quincy Adams, 1964 Studentenheim, seit 2008 Hotel „Levante Parliament“
- Ecke Stadiongasse: 1954–1973 Forumkino, damals das größte der Stadt, zuletzt für Büros aufgestockt; 1976–1980 durch das Rechenzentrum des Magistrats ersetzt, das 2017 / 2018 für einen Neubau abgerissen wurde.

### Landesgerichtsstraße
Von 1., Stadiongasse / 8., Josefstädter Straße, bis 1., Universitätsstraße /
9., Frankhplatz (Alser Straße), unterbrochen vom Friedrich-Schmidt-Platz
- Café Eiles (Ecke Josefstädter Straße)

### Friedrich-Schmidt-Platz

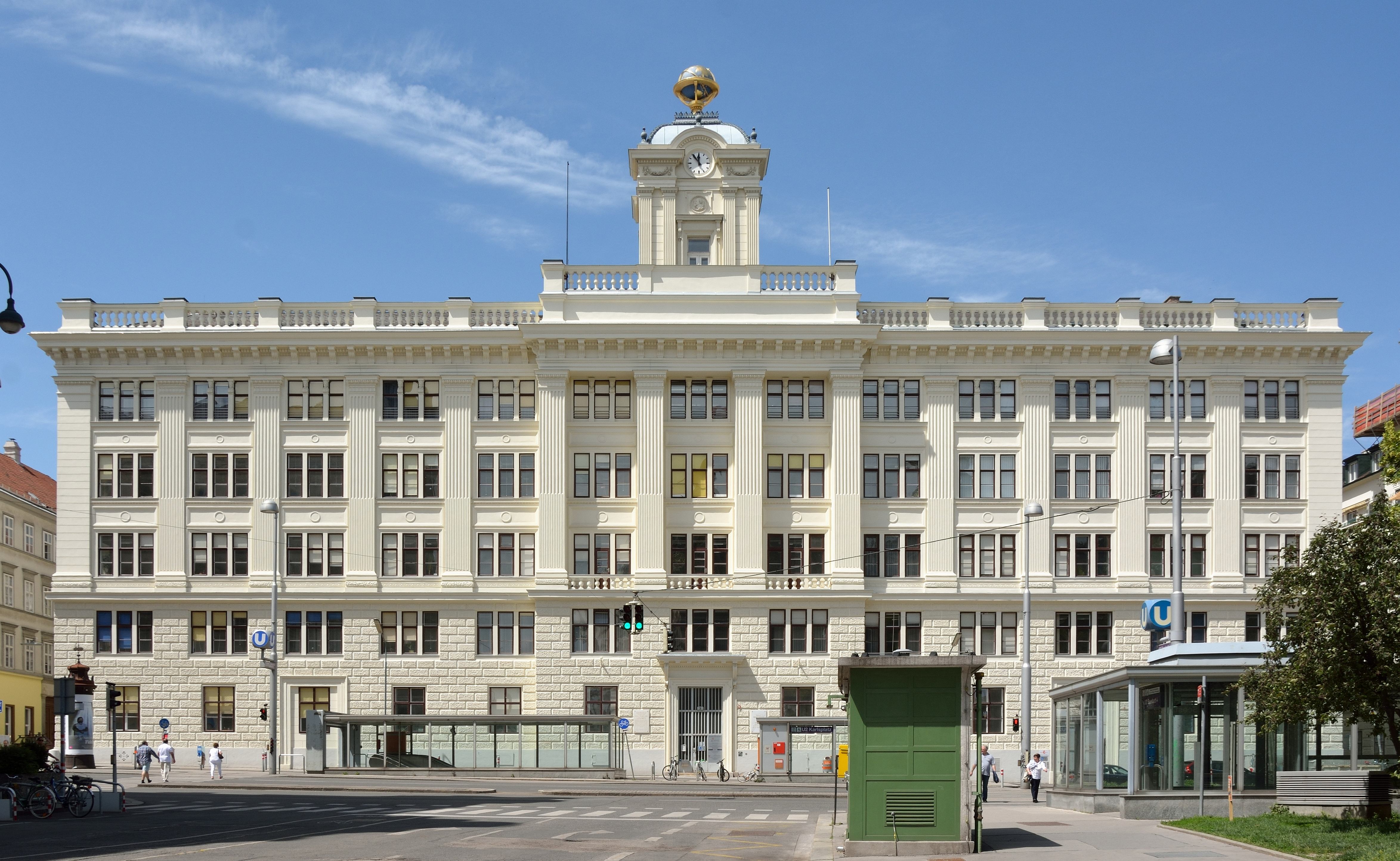
K.u.k. Militärgeographisches Institut

Von 1., Lichtenfelsgasse / 8., Loidoldgasse, bis 1., Felderstraße / 8., zwischen Tulpen- und Florianigasse
- Nr. 3: Ehem. Militärgeographisches Institut
- Vor Nr. 3 und 4: U-Bahn-Station Rathaus, Abgänge
- Nr. 4: Ehem. Palais Czernin, bis 1954 Standort der Czerninschen Gemäldegalerie
- Nr. 1: Rathaus, Rückseite mit Zugang zu Informationsbüro
- Nr. 5: Kulturressort der Stadt Wien
- Nr. 8 und 9: Wiener Planungswerkstatt (Ausstellungsräume des Stadtplanungsressorts der Stadt Wien) im ehemaligen Palais Obentraut

### Landesgerichtsstraße
(siehe oben)
- Nr. 11: Landesgericht für Strafsachen Wien

Auf Grund der großen Straßenbreite bildet dieses Haus den optischen Abschluss der Landesgerichtsstraße:
- Hosenträgerhaus